# Pseudophoxinus ninae
Espèce
Statut de conservation UICN

 CR B1ab(ii,iii) : 
En danger critique
Pseudophoxinus ninae (Onaç spring minnow  en anglais) est un poisson d'eau douce de la famille des Cyprinidae.

## Répartition
L'espèce Pseudophoxinus ninae n'est pour l'instant connue que d'un cours d'eau dans le centre de l'Anatolie en Turquie.

## Description
La taille maximale connue pour Pseudophoxinus ninae est de 75 mm.

## Étymologie
Son nom spécifique, ninae, lui a été donné en l'honneur de Nina Gidalevna Bogutskaya (1958-), de l'académie des sciences de Russie, qui a rédigé de plusieurs articles d'importance sur les Leuciscinés et notamment les espèces du genre Pseudophoxinus d'Anatolie.

## Publication originale
- Freyhof & Özuluğ, 2006 : Pseudophoxinus ninae, a new species from Central Anatolia, Turkey (Teleostei: Cyprinidae). Ichthyological Exploration of Freshwaters, vol. 17, n. 3, p. 255-259[5].